# Sulfatiazol
El sulfatiazol  es un compuesto organosulfurado  de la familia de las sulfamidas usado como antimicrobiano de acción rápida.  Es un compuesto orgánico antimicrobiano de uso muy extendido por vía oral o cutánea hasta que se descubrieron alternativas menos tóxicas. Todavía se lo utiliza de modo ocasional en combinación con sulfabenzamida y sulfacetamida, y para desinfección de acuarios.
Existe en varias formas. La imida tautómero es dominante, al menos en el estado sólido. Allí el protón reside en el anillo de nitrógeno.
El uso sistémico del sulfatiazol ha sido prohibido en varios países debido a la pérdida de efectividad bactericida y la sustitución por antibióticos de mayor eficacia y menores efectos secundarios. Una directiva de la FDA de Estados Unidos del 15 de octubre de 1970, menciona como efectos adversos de la droga, la toxicidad renal, dermatitis exfoliativa, eritema multiforme, agranulocitosis y anemia hemolítica o apástica, además de daño hepático.
Se emplea también de manera vaginal.